# Droga wojewódzka nr 559
Droga wojewódzka nr 559 (DW559) – droga wojewódzka przebiegająca w województwach mazowieckim i kujawsko-pomorskim.

## Galeria

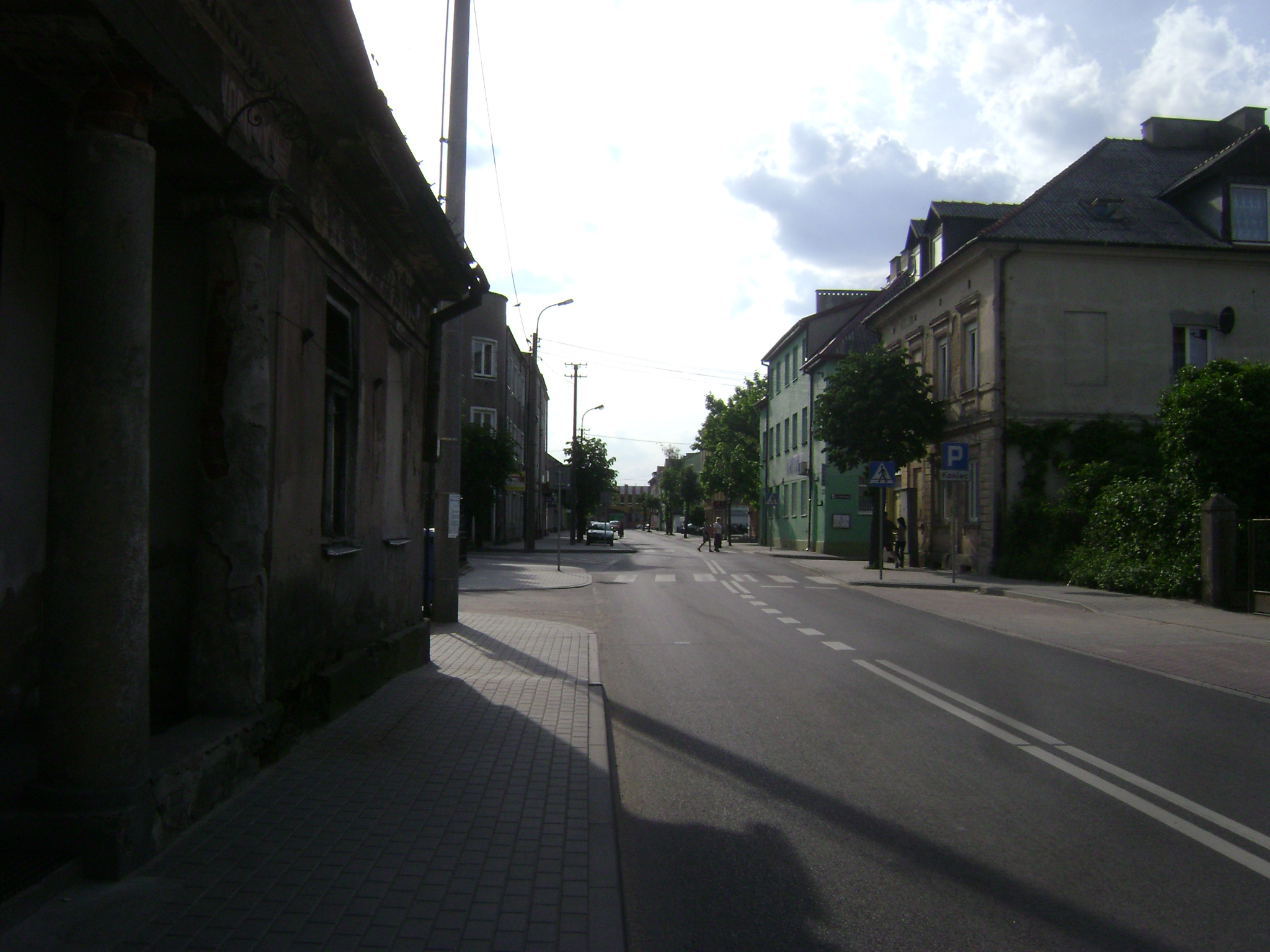
W Lipnie na początku trasy
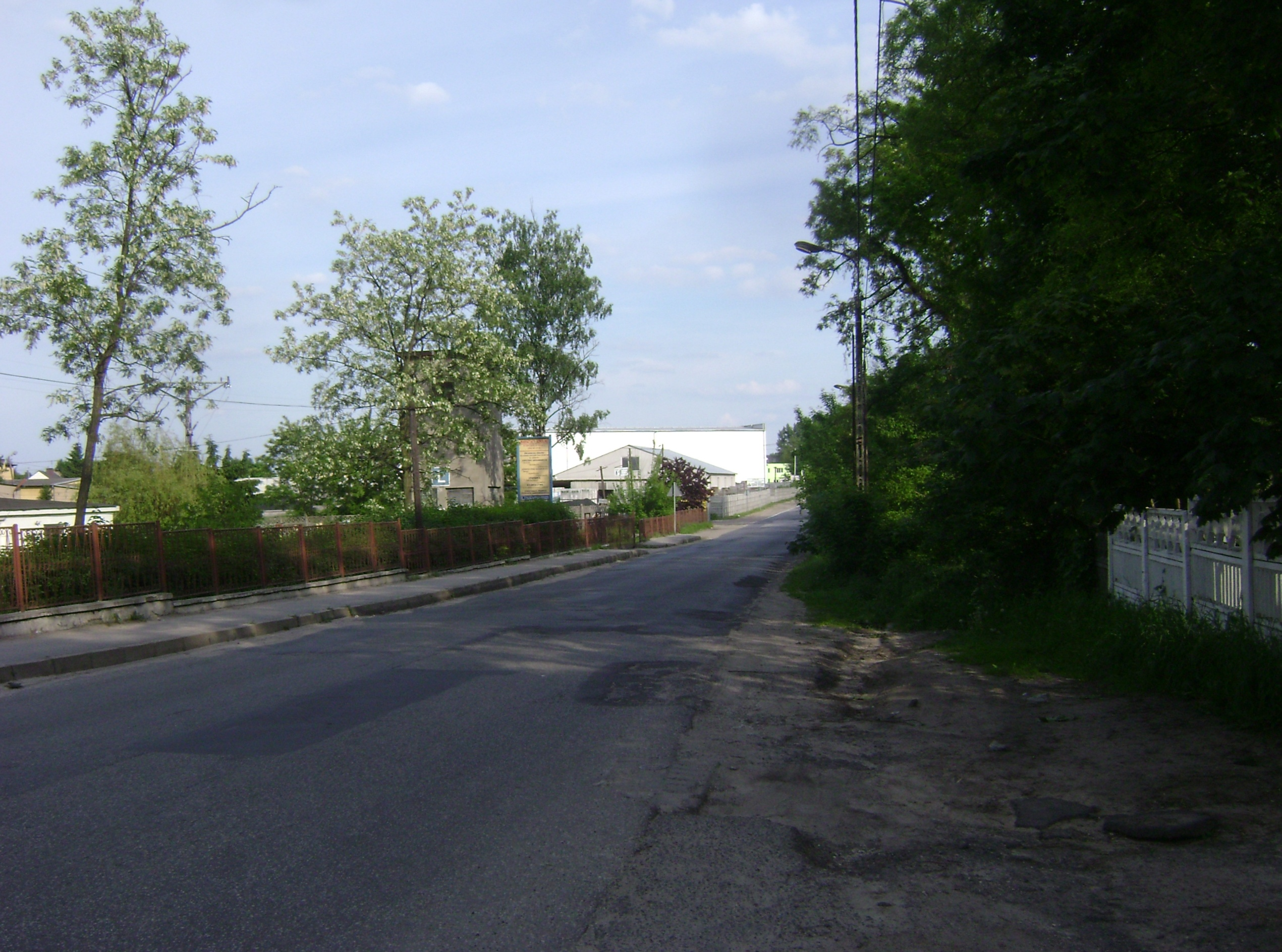
W Lipnie
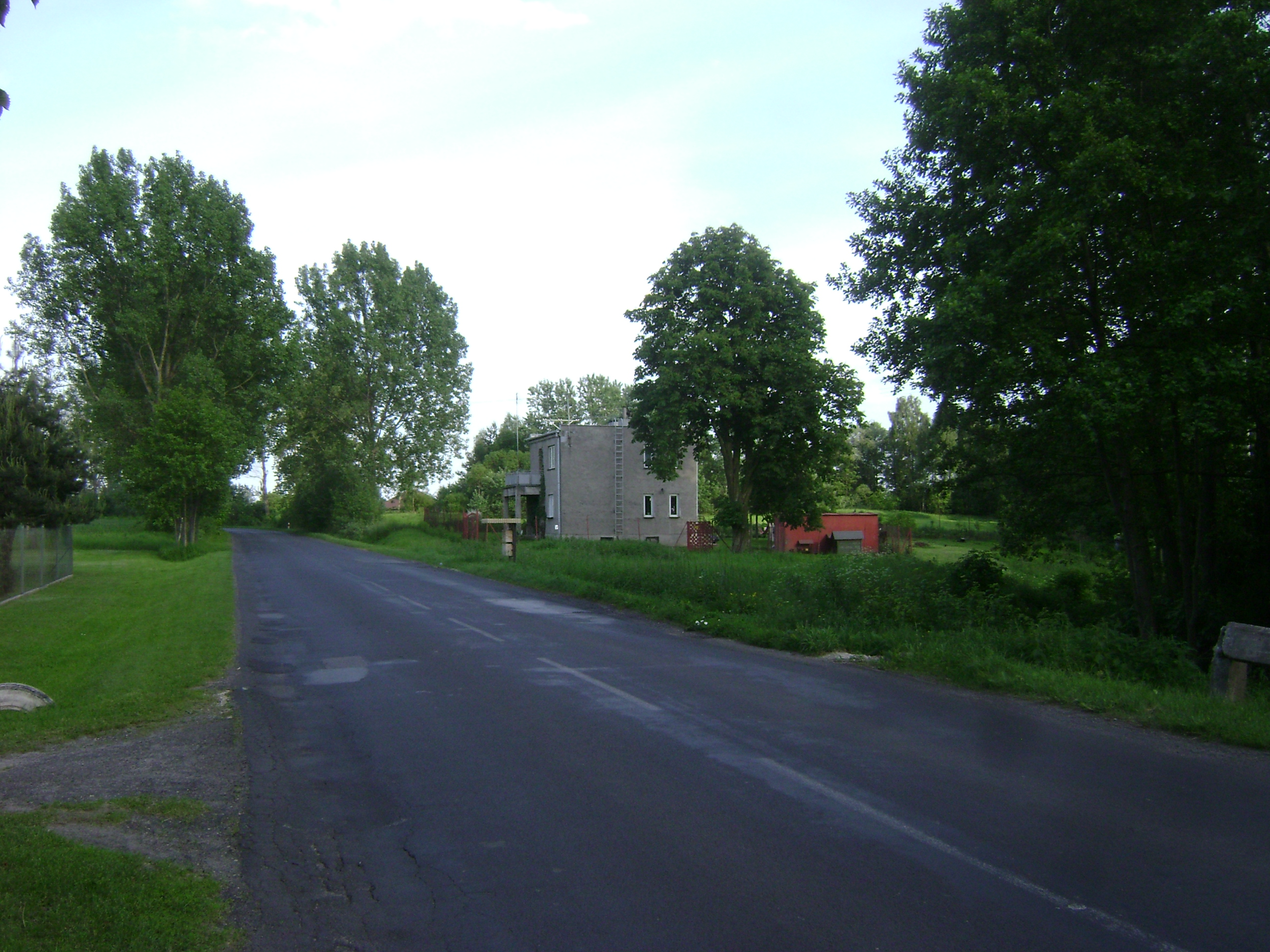
W Lipnie
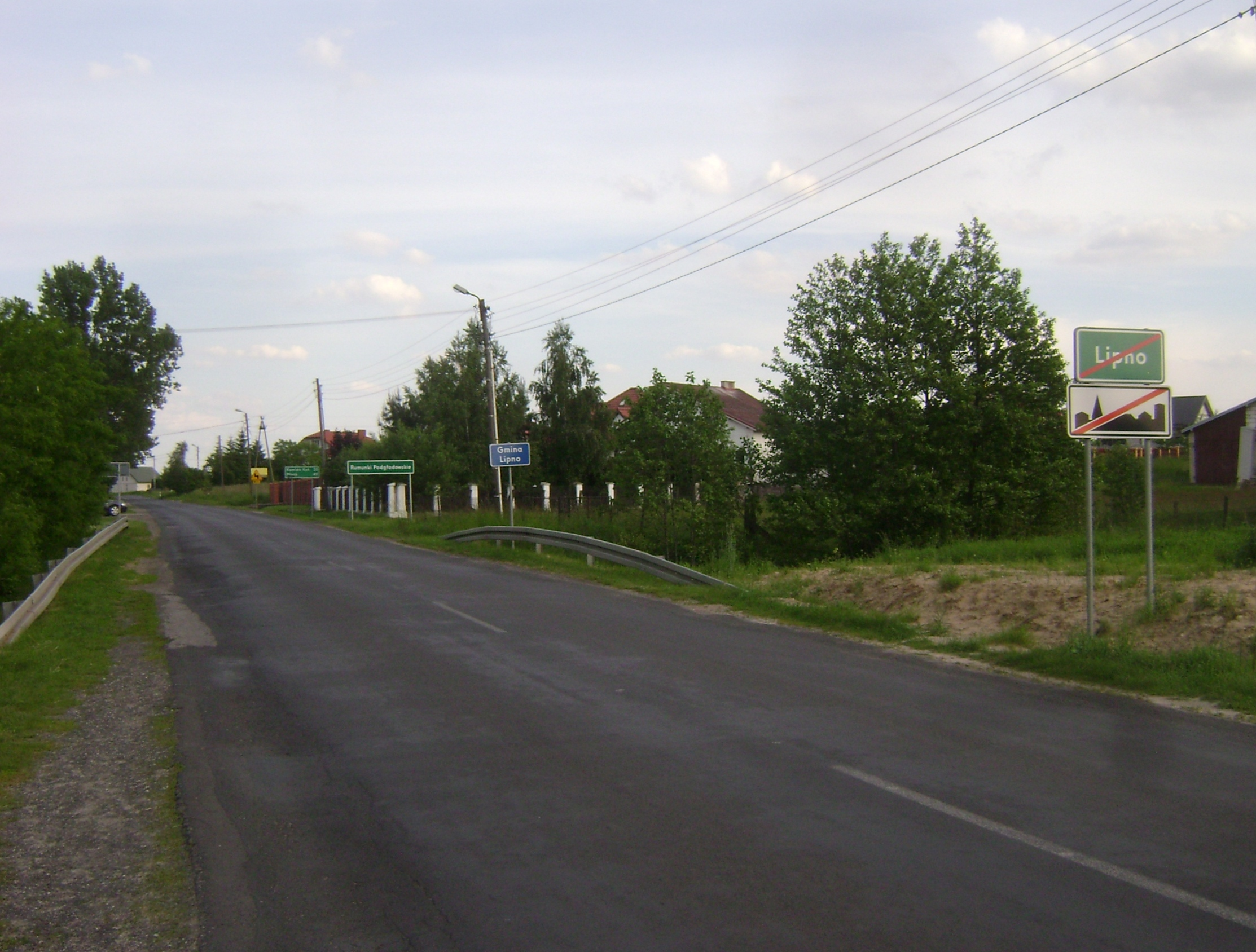
Wyjazd z Lipna
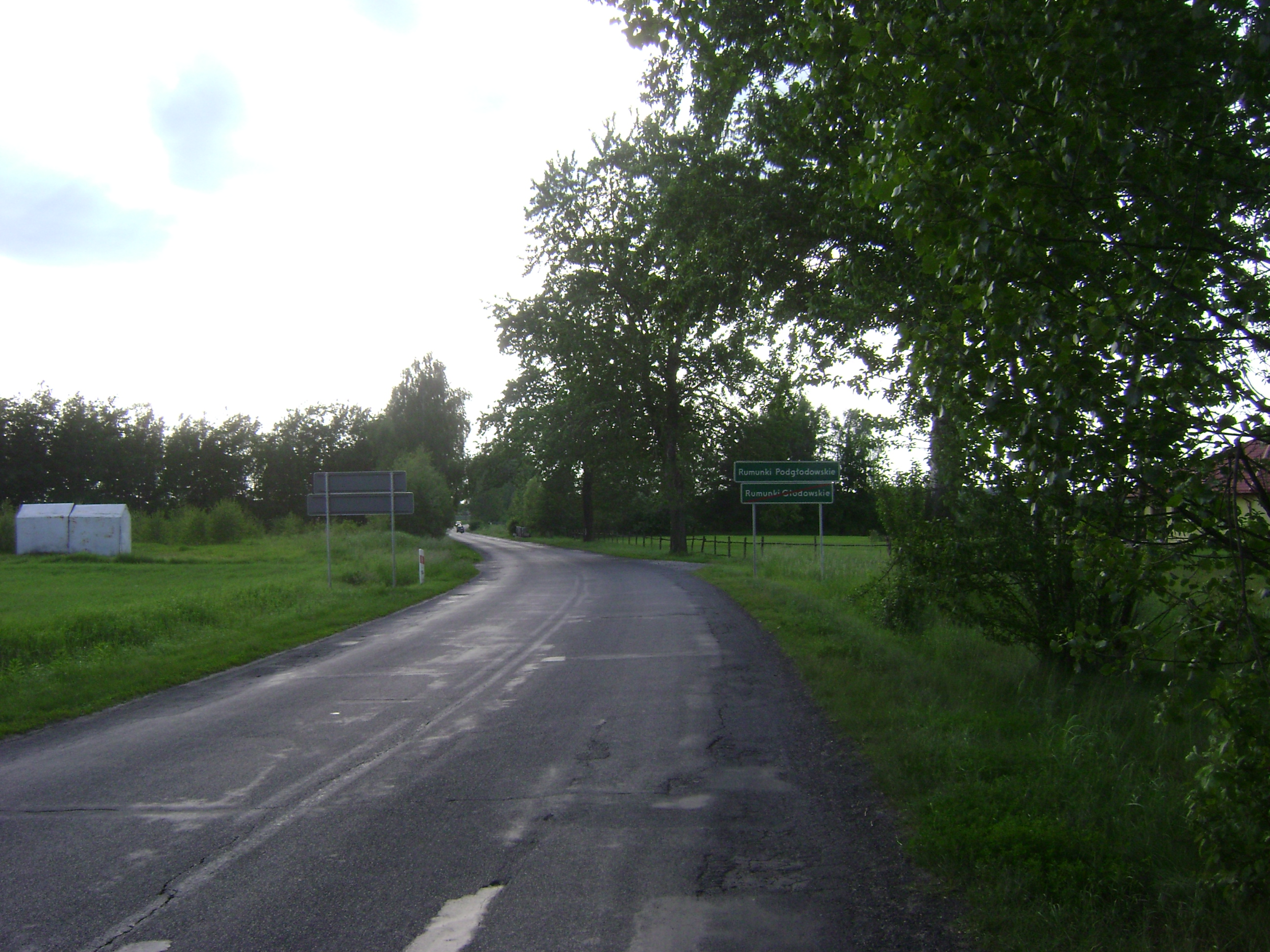
W Rumunkach Głodowskich